# CLIP STUDIO
CLIP STUDIO (クリップスタジオ)は、セルシスの開発する2D/3Dの静止画/動画作成向けのソフトウェアファミリーである。

## CLIP STUDIO PAINT
CLIP STUDIO PAINTは2Dペイントソフトの一つであり、バージョン1.5以降アニメーションに対応し2Dアニメーション制作ソフトともなっている。CLIP STUDIO COORDINATEでセットアップした3D形式を読み込んで、組み込むことも可能。
イラスト向けペイントソフトであったイラストスタジオ及び漫画向けペイントソフトであったコミックスタジオの後継であり、アニメーションに対応した後はアニメーション制作向けソフトRETAS STUDIOの後継とも位置づけられている。
開発にはミウラタダヒロが協力している。

### CLIP STUDIO ACTION
1.2以前のレガシー版は3Dアニメーションソフトウェアであったが、1.5.0以降はCLIP STUDIO PAINTとの連携が強化されて2D向けアニメーションソフトウェアとなった。その後ACTIONの機能がCLIP STUDIO PAINTへと統合され、ACTIONは開発終了となった。

## CLIP STUDIO MODELER
買収した六角大王Superの技術が取り入れられた新たなモデラー。1.6.0でキャラクターセットアップのCLIP STUDIO COORDINATEを統合した。

### CLIP STUDIO COORDINATE
CLIP STUDIO COORDINATEは、CLIP STUDIO ACTIONやCLIP STUDIO PAINTで使われるセルシスキャラクター形式 (*.c2fc)を作成するための単体セットアップソフトウェアであったが、CLIP STUDIO MODELER 1.6.0に統合され、廃止された。
FBX形式でのエクスポートにも対応していた。

## QUMARION
QUMARIONはセルシスの販売していた3Dデッサン人形であり、これにCLIP STUDIO PAINT PRO、CLIP STUDIO COORDINATE、CLIP STUDIO ACTIONを付属したものが、「QUMARIONパッケージ」として販売されていた。